# Riseholme
Riseholme – wieś w Anglii, w hrabstwie Lincolnshire, w dystrykcie West Lindsey. Leży 4 km na północ od Lincoln i 198 km na północ od Londynu.